# Eugene Chadbourne
Eugene Chadbourne (* 4. ledna 1954 Mount Vernon, New York) je americký kytarista, banjista, zpěvák a hudební kritik. 
Narodil se v Mount Vernonu ve státě New York, ale vyrůstal v coloradském Boulderu. Na kytaru začal hrát v jedenácti nebo dvanácti letech pod vlivem The Beatles. Zpočátku se zajímal o rockovou hudbu a byl členem garážové kapely. Později se začal věnovat jazzu. V té době rovněž uvažoval o novinářské kariéře, ale Anthony Braxton jej přesvědčil, aby začal rozvíjet kariéru hudebníka.
Počátkem sedmdesátých let žil v Kanadě, a to proto, aby nemusel jít do války ve Vietnamu. Později se vrátil do rodné země, usadil se v New Yorku. Zde se začal věnovat improvizaci, hrál například se saxofonistou Johnem Zornem nebo kytaristou Henrym Kaiserem. Rovněž založil vlastní hudební vydavatelství Parachute Records. V roce 1976 vydal své první album Solo Acoustic Guitar. V osmdesátých letech byl členem noiserockové kapely Shockabilly, a to jako zpěvák a kytarista. Během své kariéry spolupracoval s mnoha hudebníky, mezi něž patří například Jimmy Carl Black, Derek Bailey a Noël Akchoté. Rovněž přispívá recenzemi a životopisy na server Allmusic.